# クレアモント駅 (ニューハンプシャー州)
クレアモント駅（英語：Claremont Station）は、アメリカ合衆国ニューハンプシャー州クレアモント プレインズ・ロードおよびメープル・アヴェニューにある駅。 全米各地を結ぶ旅客鉄道のアムトラックが乗り入れている。

## 概要
バーモンター号の乗客は1920年ボストン・アンド・メイン鉄道が建てた駅舎に隣接したホームと待合所を使う。当駅は中心街から約4km西に位置しており、近くにはクレアモント市営空港がある。

## 利用可能な鉄道路線／列車
アムトラックの停車する列車は下記の通り。
セントオールバンズとワシントン間の昼行長距離列車バーモンター号…1日1往復停車